# چارلز کریچفیلد
چارلز کریچفیلد (انگلیسی: Charles Critchfield؛ زاده ۷ ژوئن ۱۹۱۰ درگذشته ۱۲ فوریه ۱۹۹۴) یک دانشمند اهل آمریکایی‌ها بود.